# Fissidens fasciculatus
Fissidens fasciculatus är en bladmossart som beskrevs av Hornschuch 1841. Fissidens fasciculatus ingår i släktet fickmossor, och familjen Fissidentaceae. Inga underarter finns listade i Catalogue of Life.